# Брижит Обер
Брижит Обер (на френски: Brigitte Aubert) е френска сценаристка, драматург и писателка на произведения в жанр трилър и криминален роман.

## Биография и творчество
Брижит Обер е роден на 17 март 1956 г. в Кан, Франция. Родителите ѝ управляват кино „Олимпия“. Получава през 1977 г. магистърска степен по трудово право във Факултета в Ница. След дипломирането си работи кинематографията в като програмист за изкуство в UGC Méditerranée. През 1982 г. става сценарист и продуцент на компанията за късометражни филми RN7 productions.
През 1984 г. участва в състезанието за разкази, организирано от Série Noire и TF1. Разказът ѝ „Черни нощи“ е сред 10-те наградени текста, публикувани в сборника „Приказки от девет и една нощ“. Първият ѝ роман „Les Quatre Fils du docteur March“ (Четирите сина на доктор Март) е издаден през 1992 г.
С повече от 20 криминални романа става водещ френски автор на колекцията „Seuil policier“. През 1997 г. получава Голямата награда за детективска литература за романа „Смъртта от гората“ от поредицата „Елиз Андриоли“.
От 1997 г. си сътрудничи с писателката Жизел Кавали за множество произведения за юноши.
Произведенията на писателката са преведени на над 17 езика по света. Романът ѝ „Transfixions“ (Преобразувания) от 1998 г. е екранизиран през 2001 г. във филма „Mauvais genres“ (Лоши жанрове).
Брижит Обер живее със семейството си в Кан, където управлява киното наследено от родителите си.

## Произведения
Самостоятелни романи
- Les Quatre Fils du docteur March (1992)
- La Rose de fer (1993)
Желязната роза, изд. „Епсилон“ (1994), прев. Гриша Атанасов
- Requiem caraïbe (1997)
- Transfixions (1998)
- Éloge de la phobie (2000)
- Rapports brefs et étranges avec l'ombre d'un ange (2002)
- Funérarium (2002)
- Le Chant des sables (2005)
- Une âme de trop (2006)
- Reflets de sang (2008)
- Le Souffle de l'ogre (2010)
- Freaky Fridays (2012)
- La Ville des serpents d’eau (2012)
- Mémoires secrets d'un valet de cœur (2017)

### Серия „Джаксънвил“ (Jacksonville)
1. Ténèbres sur Jacksonville (1994)
2. La Morsure des ténèbres (1999)

### Серия „Елиз Андриоли“ (Élise Andrioli)
1. La Mort des bois (1996) – Голямата награда за „Полицейска литература“
Смъртта от гората, изд. сп. „Съвременник“ (2005), прев. Георги Ангелов
2. La Mort des neiges (2000)
3. La Mort au Festival de Cannes (2015)

### Серия „Мортел Ривиера“ (Mortelle Riviera)
1. Le Couturier de la mort (2000)
2. Descentes d'organes (2001)

### Серия „Луис Денфер, репортер“ (Louis Denfert, reporter)
1. Le Miroir des ombres (2008)
2. La Danse des illusions (2008)
3. Projections macabres (2009)
4. Le Secret de l'abbaye (2010)
5. Le Royaume disparu (2013)

### Сборници
- Coïncidences; Rigor mortis (2001)
- Nuits noires (2005)
- Scènes de crimes (2007)
- Totale angoisse (2009)

### В съавторство с Жизел Кавали

#### Самостоятелни романи
- Le Mensonge (1997)
- Passagère sans retour (1999)
- Ranko Tango (1999)
- Le Baiser de la reine (2001)
- Panique aux urgences (2004)
- Le Maléfice d’Isora (2005)
- Seules dans la nuit (2006)
- Vague de panique (2009)

#### Серия „Тримата шотландци“ (Les Trois Scotch)
1. Cauchemar dans la crypte (2001)
2. L’Assassin habite en face (2002)

#### Серия „Конниците на светлините“ (Les Cavaliers des Lumières)
1. Le Règne de la Barbarie (2008)
2. La Voie des chimères (2008)
3. La Porte du Présage ()

### Екранизации
- 2001 Mauvais genres – по романа „Transfixions“